# Гальван, Мартин
Мартин Луис Гальвано Ромо (исп. Martín Luis Galván Romo; род. 14 февраля 1993, Акапулько, Герреро) — мексиканский футболист, выступающий на позиции нападающего клуба «Саламанка».

## Биография
5 января 2008 года Гальван дебютировал в официальном матче в турнире «Интерлига», в качестве замены на 85-й минуте в матче против «Монтеррея», тем самым, став самым молодым профессиональным игроком в истории футбола Мексики в возрасте 14 лет и 325 дней. Матч закончился победой 1:0 для клуба Мартина — «Крус Асуль».